# Pelusios castanoides
Espèce
Synonymes
- Pelusios nigricans castanoides Hewitt, 1931
- Pelusios castanoides kapika Bour, 1979

Statut de conservation UICN

 LC  : Préoccupation mineure
Pelusios castanoides est une espèce de tortue de la famille des Pelomedusidae.

## Répartition
- Pelusios castanoides castanoides se rencontre en Afrique du Sud, au Mozambique, au Malawi, en Tanzanie, au Kenya, à Madagascar et aux Seychelles ;
- Pelusios castanoides intergularis se rencontre aux Seychelles dans les îles du Cerf, de Frégate, de La Digue, de Mahé, de Praslin et de Silhouette[1].

## Liste des sous-espèces
Selon TFTSG (25 mai 2011) :
- Pelusios castanoides castanoides Hewitt, 1931
- Pelusios castanoides intergularis Bour, 1983

## Publications originales
- Bour, 1983 : Trois populations endémiques du genre Pelusios (Reptilia, Chelonii, Pelomedusidae) aux îles Seychelles; relations avec les espèces africaines et malgaches. Bulletin du Muséum National d’Histoire Naturelle, Paris, ser. 4, vol. 5, p. 343–382 (texte intégral).
- Hewitt, 1931 : Descriptions of some African tortoises. Annals of the Natal Museum, Pietermaritzburg, vol. 6, no 3, p. 461-506 (texte intégral).